# Lilian Faithfull
Lilian Mary Faithfull (Hoddesdon, Hertfordshire, 12 de marzo de 1865– Cheltenham, 2 de mayo de 1952) fue profesora de inglés, directora, defensora de los derechos de la mujer, magistrada, trabajadora social y humanitaria británica. Perteneció al grupo de las Damas Steamboat que formaron parte de la lucha para que las mujeres obtuvieran educación universitaria.

## Biografía
Su madre, Edith Lloyd, escribía en casa una Historia de Inglaterra y artículos para revistas. Lilian Mary Faithfull era la segunda más joven de las seis niñas y dos niños que tuvo. Fue educada en The Grange en Hoddesdon, la única niña en ese momento, y luego en casa por su madre e institutrices. Emily Faithfull, era su prima y fue una de las primeras activistas por los derechos de las mujeres,.
Lilian Mary Faithfull ingresó en Somerville College de la  Universidad de Oxford en 1883, solo cuatro años después de su establecimiento. Fue la primera capitana del equipo de hockey femenino y la campeona universitaria de tenis, se graduó con un primer título en inglés en 1887. Más tarde obtuvo un título del Trinity College de Dublín en 1905.

### Trayectoria

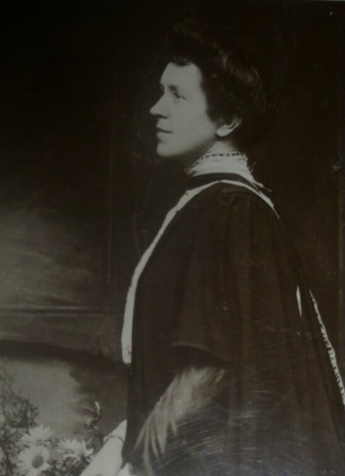
Faithfull en su primer año en Cheltenham

Entre 1887 y 1888, Lilian Faithfull enseñó en Oxford High School y fue secretaria de la directora de Somerville, Madeleine Shaw Lefevre. Desde 1889 hasta 1894 fue profesora en el Royal Holloway College y luego se unió al King's College de Londres, donde sucedió a Cornelia Schmitz como subdirectora del Departamento de Damas durante los siguientes 13 años. Fue aquí donde Virginia Woolf la conoció y Lilian Faithfull describió su puesto como "uno de los puestos educativos más felices para las mujeres en Inglaterra". En 1890, Lilian Faithfull sugirió que las mujeres que habían competido por Oxford o Cambridge en deportes interuniversitarios deberían recibir insignias especiales como sus homólogos masculinos.Esto se implementó en 1891 y marcó el inicio del premio universitario Lady Blue.
Junto con Margaret Gilliland y Sara Burstall, creían que los temas domésticos importantes de cocina, lavandería e higiene deberían figurar como materias científicas en el plan de estudios escolar. Quería deshacerse de la distinción entre la mujer profesional y las mujeres que estudiaban ciencias del hogar.

En los últimos años ha habido un movimiento generalizado para relacionar la educación de nuestras niñas con su trabajo como amas de casa. El viejo "tipo de media azul", que se enorgullecía de no saber coser ni remendar, y que pensaba que cocinar era algo servil e indigno de ella, ya no atrae a nadie... 
Queremos que nuestras niñas se conviertan en mujeres sensatas, metódicas y prácticas, capaces de dirigir de forma inteligente y práctica las múltiples tareas del hogar". - Faithfull hablando de su política educativa en 1911.

En 1895, Lilian Faithfull se convirtió en la primera presidenta de la Ladies' Hockey Association, más tarde conocida como la All England Women's Hockey Association. Permaneció en ese cargo hasta al menos 1907 cuando se convirtió en directora del Cheltenham Ladies' College, sucediendo a Dorothea Beale hasta 1922. Permaneció en ese cargo durante 15 años.
En 1920, se convirtió en juez de paz de Cheltenham siendo una de las primeras mujeres magistradas en Inglaterra. Además participó activamente como trabajadora social, mejorando las condiciones sociales de los pobres en Londres y fue presidenta de un comité para mejorar la nutrición de los menores. 
Fundó la Sociedad de Vivienda para Personas Mayores en Cheltenham, más tarde rebautizada como Lilian Faithfull Homes y pasó los últimos meses de su vida al cuidado de uno de los hogares, Faithfull House, hasta su muerte en 1952. Y fue  directora del Cheltenham Ladies' College desde 1907.
En 1926, Lilian Faithfull fue nombrada Comandante de la Orden del Imperio Británico.En 1952  murió el 2 de mayo en Faithfull House y fue enterrada en Cheltenham.

### Publicaciones
- 1903: Selecciones de los poemas de HW Longfellow. Con una introducción de Lilian M. Faithfull
- 1908: Himnos escolares para usar en Cheltenham Ladies 'College
- 1923: Algunas direcciones
- 1924: In the House of My Pilgrimage (reimpreso en 1925), sus memorias de su tiempo en Cheltenham Ladies 'College
- 1927: Tú y yo. Charlas de los sábados en Cheltenham
- 1928: El peregrino y otros poemas
- 1940: La tarde corona el día. reminiscencias

## Premios y reconocimientos
- Lilian Faithfull fue el modelo para el personaje de Helen Butterfield en The Constant Nymph, una novela de 1924 de Margaret Kennedy (exalumna de Cheltenham).
- Fue miembro del King's College London.
- En 1925 recibió una maestría honoraria de Oxford.
- En 1926, fue nombrada comandante de la Orden del Imperio Británico . <ref>«Supplement». London Gazette. 3 de julio de 1926. Consultado el 25 de mayo de 2013.